# Brachycaudus acaudatus
Brachycaudus acaudatus är en insektsart som först beskrevs av Hille Ris Lambers 1960.  Brachycaudus acaudatus ingår i släktet Brachycaudus och familjen långrörsbladlöss. Inga underarter finns listade i Catalogue of Life.